# Чофи, Патриция
Патри́ция Чо́фи (Чиофи), (итал. Patrizia Ciofi; род. 12 ноября 1967, Казоле-д’Эльса, Сиена, Италия) — итальянская оперная певица (сопрано).

## Биография
Училась в Ливорно, дебютировала во Флоренции. В 1997 впервые выступила в Ла Скала («Травиата» под управлением Рикардо Мути). В 1997 и 2001 там же выступала в опере «Любовный напиток». Пела во многих крупных театрах Италии и участвовала в фестивалях (например, в россиниевском фестивале в Пезаро). Также выступала в Париже, Лионе, Марселе. В 2002 дебютировала в лондонском театре Ковент-Гарден, в 2003 — в Лирической опере Чикаго.

## Творческие достижения
К выдающимся достижениям певицы принадлежат такие партии, как Амина в «Сомнамбуле» Винченцо Беллини, Лючия в «Лючии ди Ламмермур» Гаэтано Доницетти, Виолетта в «Травиате» и Джильда в «Риголетто» Джузеппе Верди, Сюзанна в «Свадьбе Фигаро» Вольфганга Амадея Моцарта. Она участвовала в записи «Свадьбы Фигаро» под управлением Рене Якобса в 2004, в 2005 эта запись получила премию «Грэмми».

## Дискография и репертуар
В дискографии певицы — камерные кантаты Д. Скарлатти, «Орфей» Монтеверди, духовные мотеты, оперы «Баязет» и «Геркулес на Термодонте» А. Вивальди, «Радамист» Г.-Ф. Генделя, «Бенвенуто Челлини» Г. Берлиоза
В репертуар певицы входят следующие произведения:
- Джузеппе Верди
  - Фальстаф (Наннетта)
  - Риголетто (Джильда)
  - Травиата (Виолетта)
- Джакомо Пуччини
  - Джанни Скикки (Лауретта)
- Винченцо Беллини
  - I Capuleti ei Montecchi (Джульетта)
  - La sonnambula (Амина)
  - La straniera (Алаида)
- Гаэтано Доницетти
  - Дон Паскуале (Норина)
  - L'elisir d'amore (Адина)
  - La fille du régiment (Мария)
  - Люсия ди Ламмермур (Люсия)
  - Мария Стуарда (Мария)
  - Пиа де Толомей (Пиа)
- Джоачино Россини
  - Аделаида ди Боргонья (Аделаида)
  - Отелло (Дездемона)
  - Танкреди (Аменайде)
  - Il turco в Италии (Fiorilla)
  - Il viaggio a Reims (Коринна)
- Вольфганг Амадей Моцарт
  - Così fan tutte (Fiordiligi)
  - Le nozze di Figaro (Графиня)
  - Die Entführung aus dem Serail (Блондинка)
  - Митридат, Ре ди Понто (Аспазия)
- Жорж Бизе
  - Les pêcheurs de perles (Лейла)
- Антонио Вивальди
  - Баязет (Идаспе)
- Георг Фридрих Гендель
  - Альсина (Alcina)
  - Джулио Чезаре (Клеопатра)
- Жюль Массне
  - Cendrillon (Сендрильон)
  - Манон (Manon)
- Умберто Джордано
  - Месе Мариано (Кармела)
  - Иль ре (Розалина)
- Умберто Джордано
  - Месе Мариано (Кармела)
  - Иль ре (Розалина)
- Джакомо Мейербер
  - Il crociato in Egitto (Пальмида)
  - Роберт ле дьябле (Изабель)
- Томмазо Траэтта
  - Ипполито Эд Арисия (Aricia)
- Луиджи Керубини
  - Меде (Дирсе)
- Никколо Пиччинни
  - L'americano (Сильвия)